# Cosme Furlong
Cosme Furlong y Malpica (Puebla de Zaragoza, 27 de septiembre de 1797-ib., 21 de noviembre de 1861) fue un militar, político, industrial y molinero mexicano. Fue regidor del ayuntamiento en 1827; elegido alcalde de segundo voto en 1829, año en que también fungió como consejero de Estado. A la muerte de su hermano Patricio Furlong en 1833, fue nombrado gobernador interino del Estado de Puebla para terminar el periodo. 
Nombrado comandante general de la Guarnición que defendió Puebla durante la Intervención Norteamericana en 1847, El 5 de febrero de 1853, después de la renuncia de don Juan Múgica y Osorio y en los principios de la dictadura de Antonio López de Santa Anna, se le confirió por segunda vez el gobierno del Estado de Puebla para concluir el periodo 1848-1853. En su carrera militar fue Capitán en 1827, Comandante en 1847 y ascendió a General de Brigada en 1853. En sus negocios particulares se destacó como molinero, panadero e introductor de harina, fue dueño del Molino de Enmedio y de varias posesiones en la Ciudad de Puebla. Se casó con Doña Rosalía Pescietto Esteva, y murió el 21 de noviembre de 1861 a la edad de 62 años.